# Otto Lessing

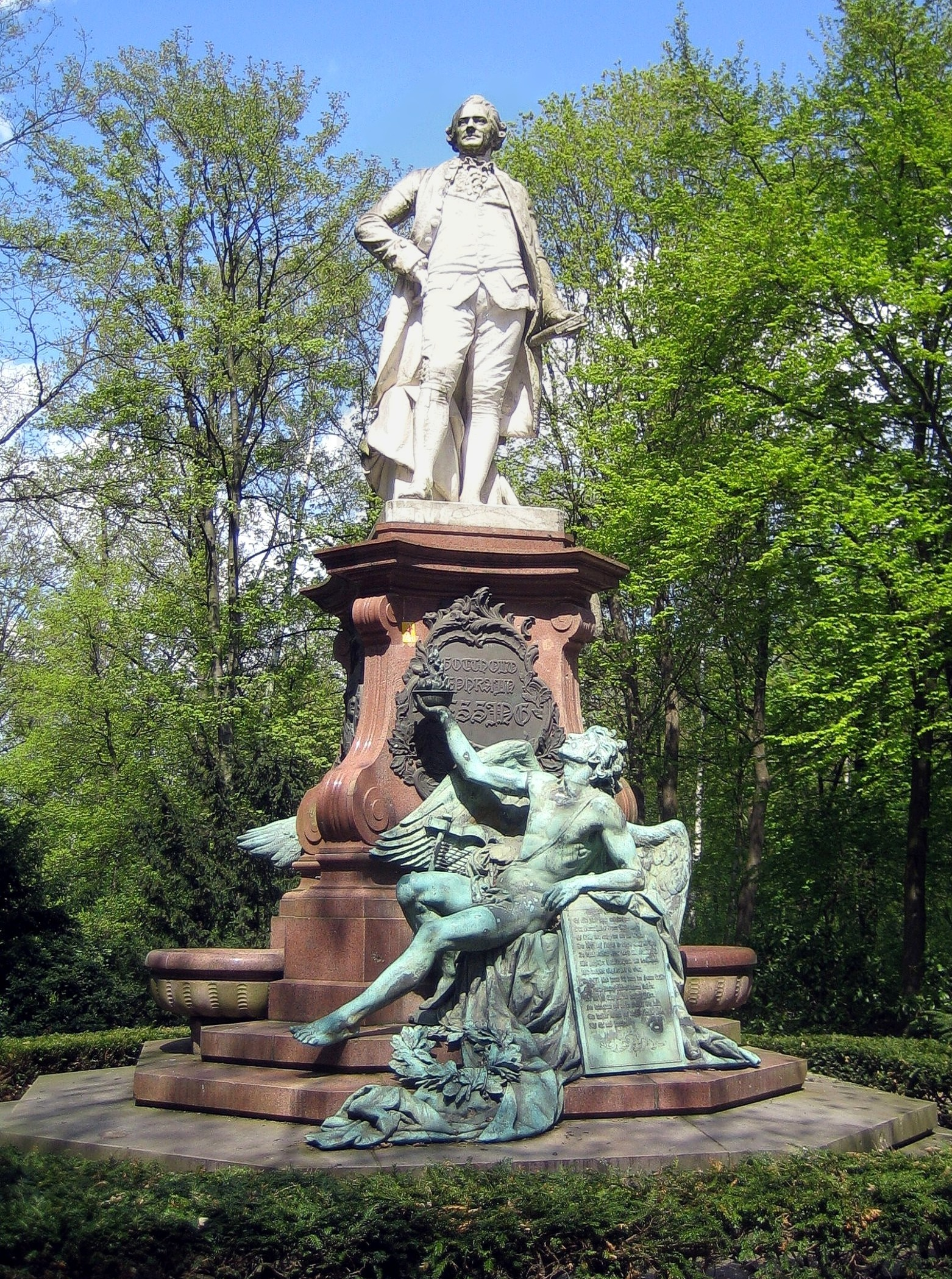
Monument över G.E. Lessing av släktingen Otto Lessing.

Otto Lessing, född den 24 februari 1846 i Düsseldorf, död den 22 november 1912 i Berlin, var en tysk skulptör, son till Carl Friedrich Lessing. 
Lessing utförde monument över Gotthold Ephraim Lessing (1890, i Berlin), kejsar Vilhelm I (1900, i Hildesheim), Rolandsbrunnen vid Siegesallé i Berlin (1902), Herkulesbrunnen på Lützowplatz (1903), dessutom porträtt (av Ludwig Knaus i Nationalgalleriet) samt även dekorativ skulptur och målning, arbeten i glas och mosaik. Han uppträdde även som författare på det konstindustriella området. Otto Lessings bror Konrad Ludwig Lessing (1852–1916) var landskapsmålare.